# Доња Вијака
Доња Вијака је насељено мјесто у општини Вареш, Босна и Херцеговина.

## Становништво
|             | 2013.       | 1991.        |
| Укупно      | 37 (100,0%) | 198 (100,0%) |
| Хрвати      | 37 (100,0%) | 162 (81,82%) |
| Југословени | –           | 23 (11,62%)  |
| Остали      | –           | 13 (6,566%)  |
| Бошњаци     | –           | 0 (0,000%)1  |
| Срби        | –           | 0 (0,000%)   |

1. 1 На пописима од 1971. до 1991. Бошњаци су пописивани углавном као Муслимани.